# Авраам ибн-Хасдай
Авраам бен-Самуил га-Леви ибн-Хасдай (около 1180, Барселона — 1240, Барселона) — испанский иудей, переводчик с арабского языка на еврейский, живший в первой половине XIII столетия. Известен переводами философских и теологических книг, но особенно еврейской адаптацией дидактического романа индийского происхождения «Варлаам и Иоасаф», а также защитой произведений философа XII века Маймонида.

## Приверженец Маймонида
Сын поэта Самуила ибн Хасдая га-Леви. Жил в Барселоне. Принимал деятельное участие в богословских спорах того времени. В 1236 году выступил в защиту произведений Маймонида. Послал циркулярное послание к еврейским общинам Кастилии, Арагона, Наварры и Леона, в резкой форме выражая своё возмущение против мракобесов, добившихся того, что книги Маймонида были публично сожжены на улицах Монпелье и Парижа. Это письмо он составил вместе со своим братом Иегудой. Но ещё раньше он лично написал письмо рабби Иегуде ибн-Алфакару, порицая того за его жестокие нападки на престарелого Давида Кимхи, тоже выступившего в защиту Маймонида.

## Труды

### Еврейская адаптация романа «Варлаам и Иоасаф»
Ибн-Хасдай известен главным образом своей переработкой очень популярного в Средние века дидактического романа индийского происхождения, который в первоначальном своем виде, как и в позднейшей переработке на греческий язык, носил название «Варлаам и Иоасаф» (евр. «Билеам и Иосафат»). Если в индийском оригинале рассказывается история обращения Будды, то на греческом языке роман носит христианский характер и повествует об обращении одного индийского принца пустынником, чтобы таким образом наглядно доказать превосходство христианства над язычеством. Греческая переработка не раз переводилась на арабский язык, и на еврейский язык этот роман мог быть переведён либо с арабского, либо с греческого.
В еврейской версии, которая носит название «Бен ха-Мелек ве ха-Назир» («Принц и монах»), нет ни первоначальной истории обращения Будды, ни той христианской тенденции, которой отличается греческая переработка. Здесь рассказывается история одного пытливого молодого принца, которому дервиш открывает глаза на страдания мира и бренность благ жизни, уча его самопожертвованию и благочестивой жизни, после чего растроганный принц со слезами на глазах прощается со своим наставником. Притчи, легенды и рассказы, которыми дервиш наставляет принца, ибн-Хасдай черпал не только из арабских источников, но также из талмудической Агады и из Библии, оживляя ход рассказа частым вплетением своих полных остроумия и грации собственных стихов, в которых отразилась нравственная чистота взглядов переводчика. Написано это произведение, по обычаю того времени, в рифмованной прозе, со вставками сентенций в стихотворной форме («макамы»).
По мнению ЕЭБЕ, еврейский стиль переводчика лёгок и красив, приятно поражает умение автора искусно вставлять целые стихи из Библии, когда ему нужно оттенить какую-нибудь назидательную мысль.
«Бен ха-Мелек ве ха-Назир» в первый раз был напечатан в Константинополе в 1538 году, а на немецком языке был издан в образцовом переводе Майзеля в Будапеште в 1860 г. Существует также неполная переработка на идише, появившаяся в 1870 году в Варшаве.

### Переводы
Благодаря его переводам мы знаем о ряде арабских произведений, которые без этого пропали бы для нас бесследно. Среди его переводов (соответствующие арабские оригиналы потеряны):
- приписываемая Аристотелю книга «Китаб альтуфаха» — в переводном названии «Сефер ха-Таппуах»;
- произведение по этике «Мизан аль-Амаль» (Весы деяний) философа Газали — под названием «Мозене Цедек», причём он заменяет ссылки Газали на Коран или Сунну цитатами из Библии и Талмуда.[3]

Из еврейских авторов перевёл:
- «Китаб аль-Истиксат» Исаака Израэли — медицинско-философское исследование об элементах, в еврейском переводе «Сефер ха-Йесодот»; в 1900 г. появился немецкий перевод этого автора под названием «Das Buch der Elemente»;
- два труда Маймонида:
  - «Сефер ха-мицвот» («Книга заповедей») — отрывки из которого помещены у Блохa[4];
  - «Иггерет Теман» (Письмо Маймонида в Йемен).

Впрочем, до нас дошли два полных перевода этих произведений, сделанные другими переводчиками.

### Сочинение
Цунц установил, что ибн-Хасдай является автором одного «пиюта».